# Rejon Qax
Rejon Qax (azer. Qax rayonu) – rejon w północnym Azerbejdżanie, przy granicy z Gruzją i z należącym do Rosji Dagestanem.
W 1987 w rejonie utworzono Państwowy Rezerwat Przyrody İlisu.